# 혼다 시티
혼다 시티는 일본의 자동차 제조사인 혼다 기연 공업에서 1981년부터 제작 및 판매하는 소형차이다.
초기에는 일본과 유럽 등지에 판매하는 소형차의 성격을 띠고 있었으나, 1996년부터는 동남아시아 등지에 판매하는 소형 세단으로 바뀌게 되었다.

## 역사(일본 & 유럽 시장용 소형 해치백)

### 1세대

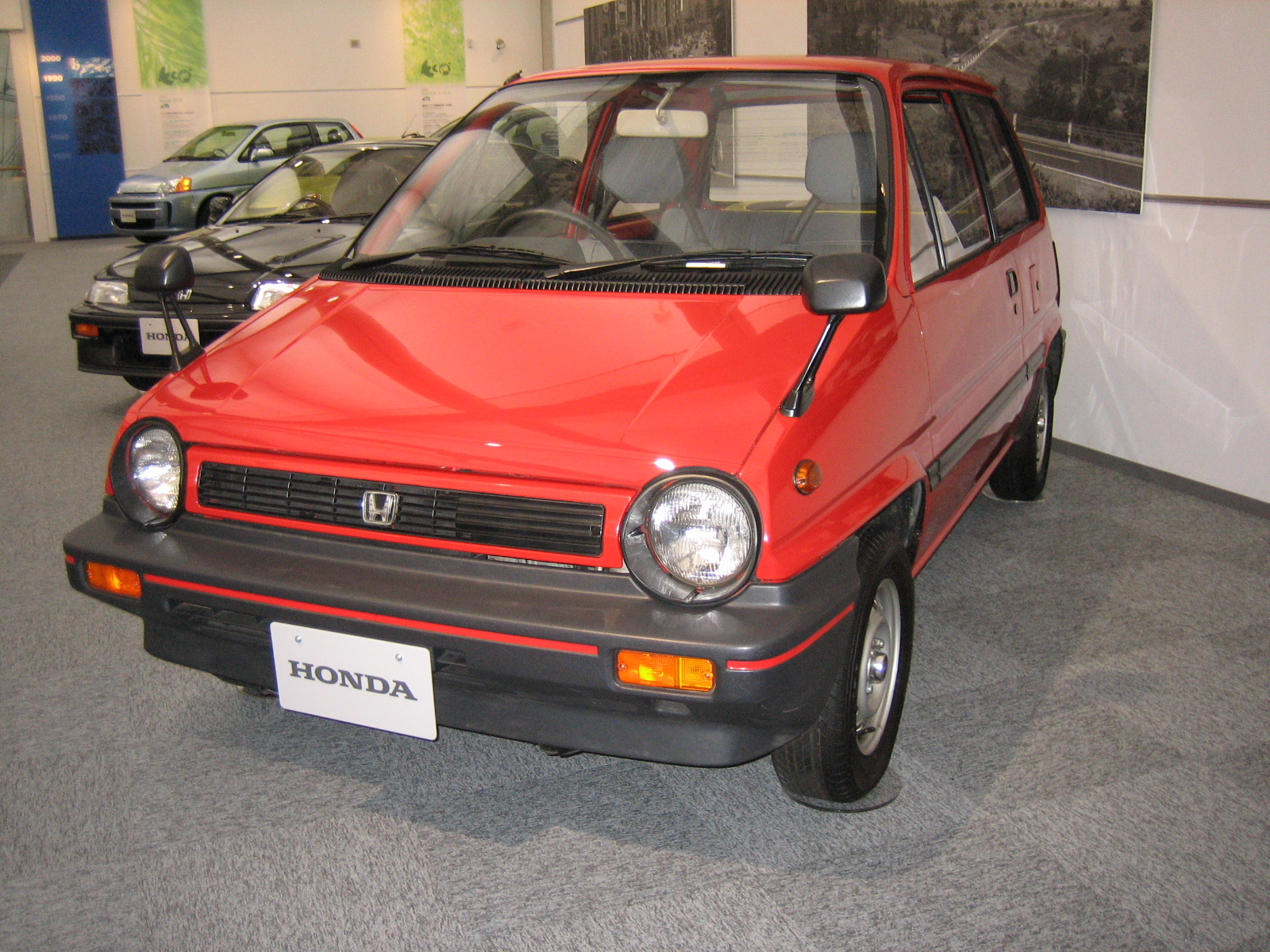
시티 전기형

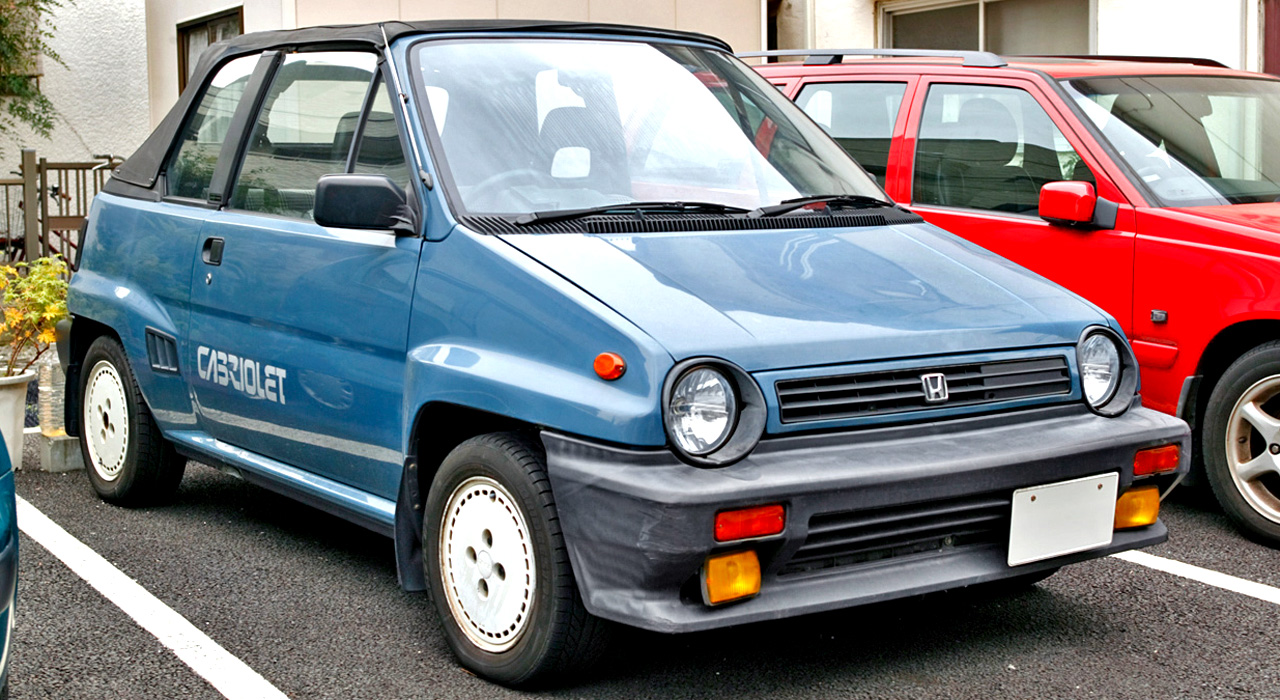
시티 카브리올레

1981년 11월 11일에 출시되었으며, 톨보이 형태의 높은 전고의 디자인을 채용하였다. 덕분에 참신한 컨셉으로 인기를 끄는데 성공하였다. 한편 접으면 해당 차량의 트렁크에 딱 들어가는 50cc 트렁크 바이크인 모토콤포도 함께 출시되었다. 승용 사양 외에도 상용밴 사양인 시티 프로도 발매되었으며, 1982년 9월 20일에는 터보 사양이 신설되었다. 1년 뒤인 1983년 10월 26일에 인터쿨러 터보를 적용하여 최고출력을 높인 터보 II도 추가되었으며, 불독이라는 별명으로 유명하였다. 1984년 7월 4일에는 컨버터블 사양인 시티 카브리올레 발매되었다. 일본차 중에서는 동사의 S800 이래 14년 만에 재등장한 오픈카였다. 차량의 설계는 피닌파리나가 담당하였고, 기후현에 위치한 파제로 제조 주식회사의 전신인 동양공기에서 생산되었다. 일상의 사용에도 견딜 수 있는 디자인이라고 하는 것도 있어, 마쓰다 로드스터가 발매될 때까지, 일본 오픈카 중에서 가장 높은 판매 대수를 기록하였다. 유럽에서는 1982년부터 1986년까지 판매되었는데, 시티라는 상표가 이미 오펠이 등록했기 때문에 혼다 재즈로 판매되었다. 그리고 재즈라는 명칭은 2001년에 출시되는 피트에도 적용된다.

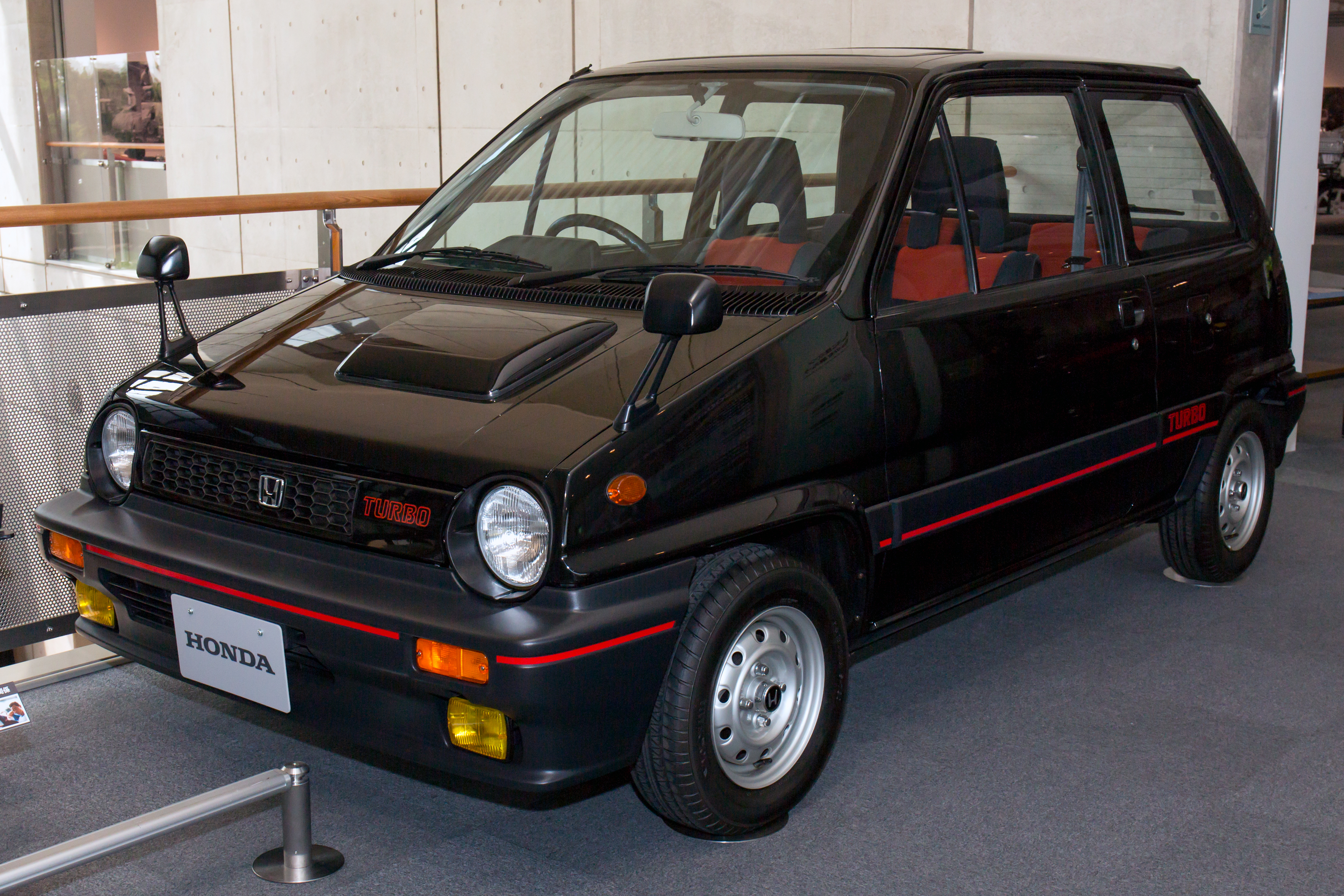
시티 터보 전면부
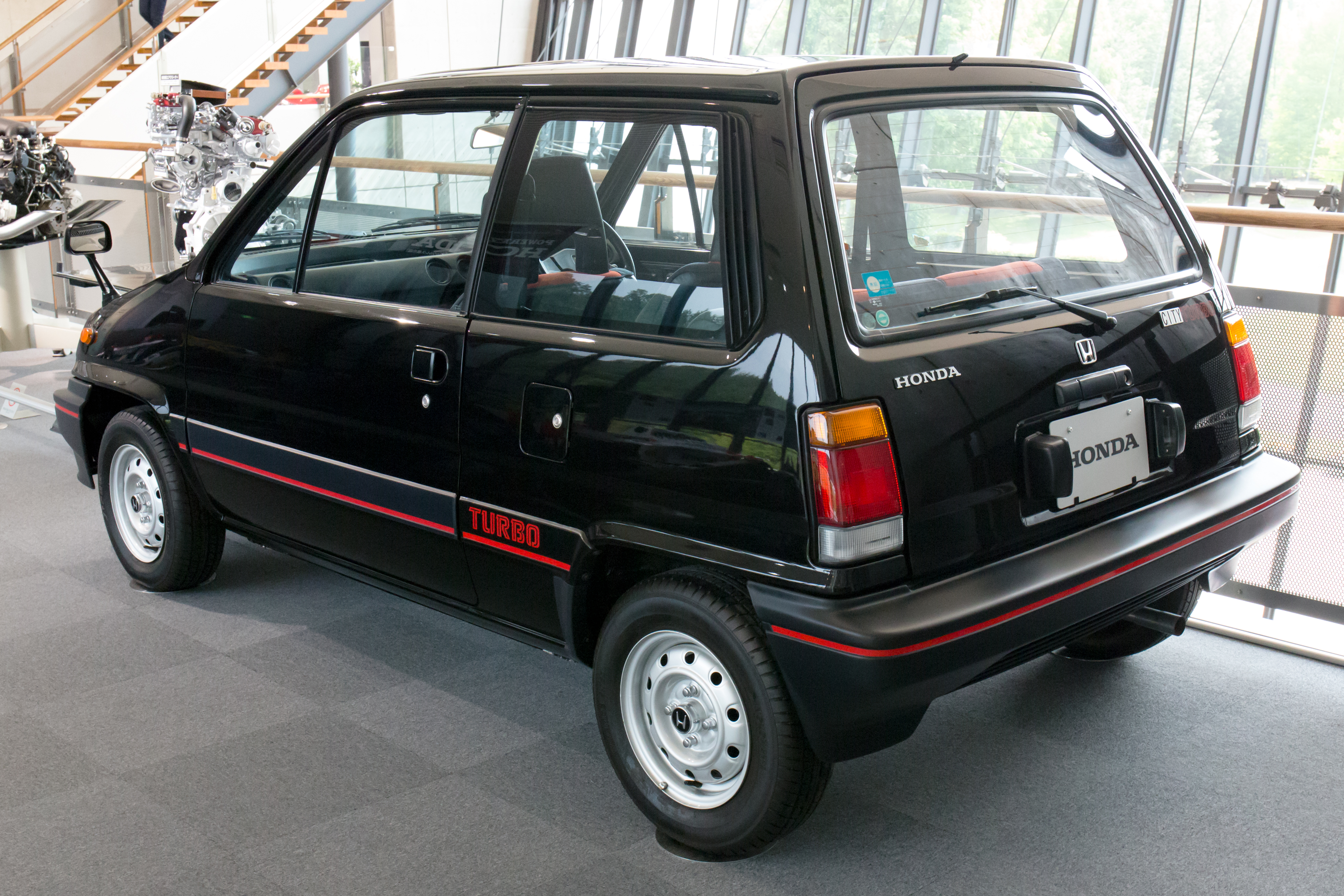
시티 터보 후면부
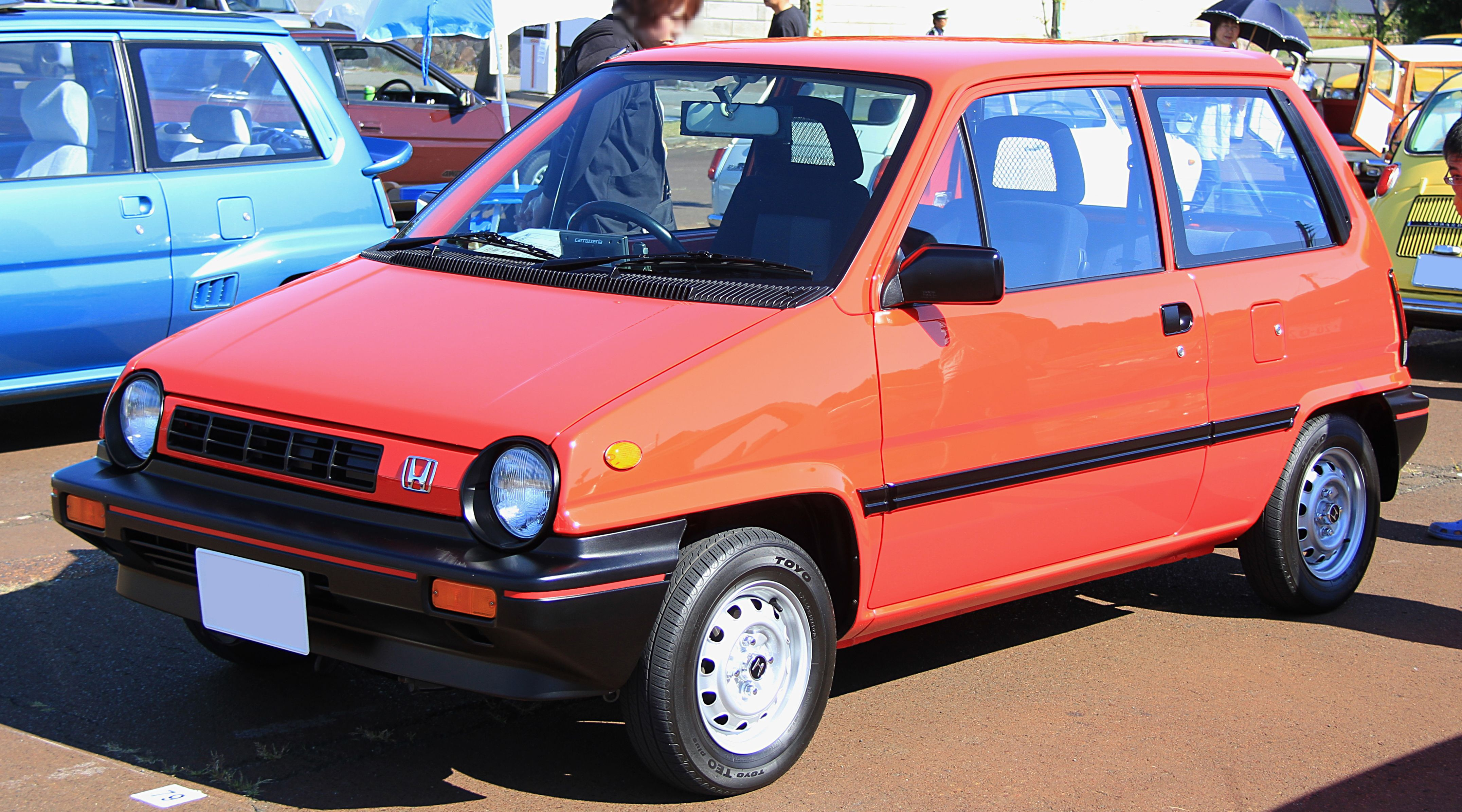
시티 후기형 전면부
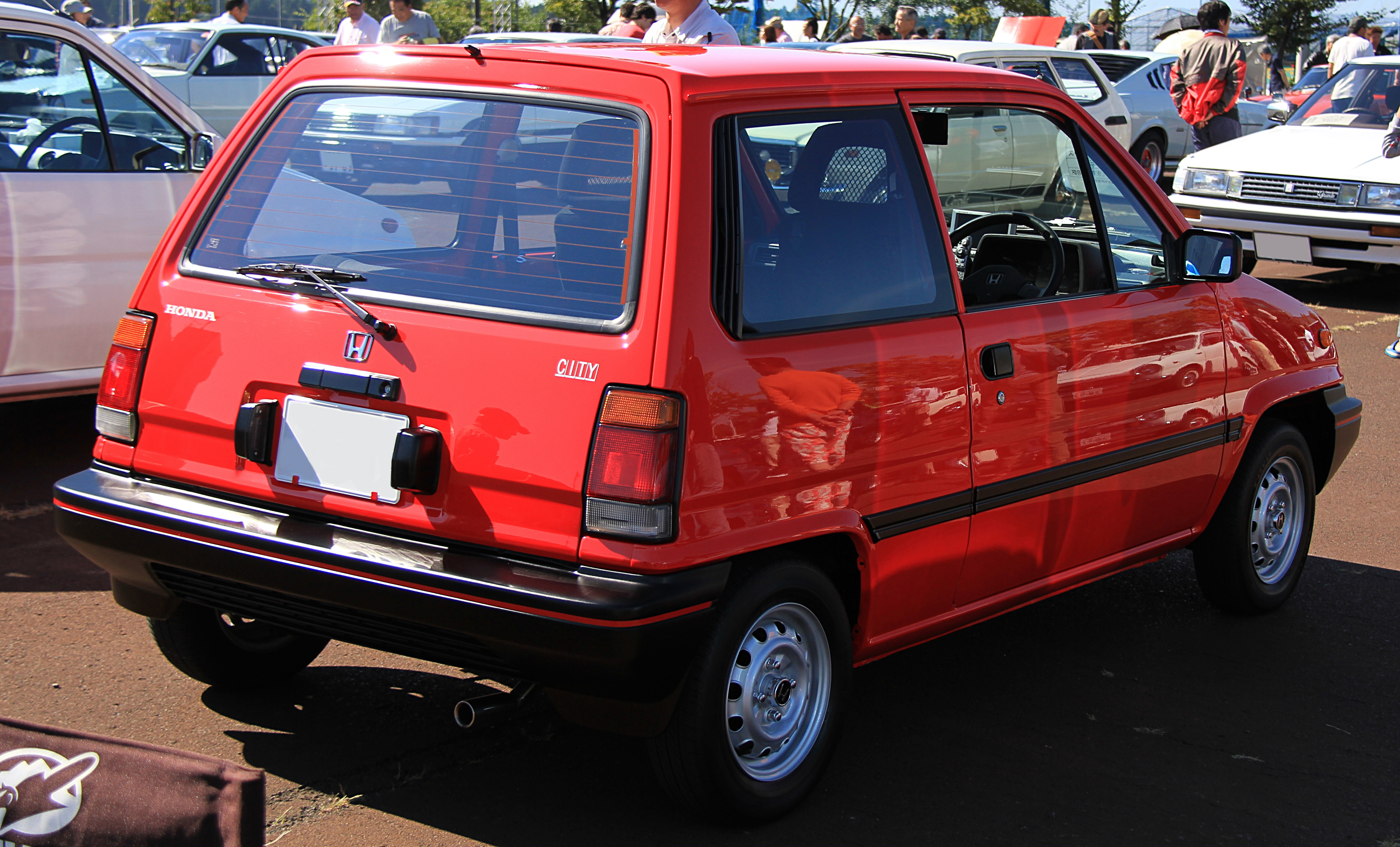
시티 후기형 후면부

### 2세대

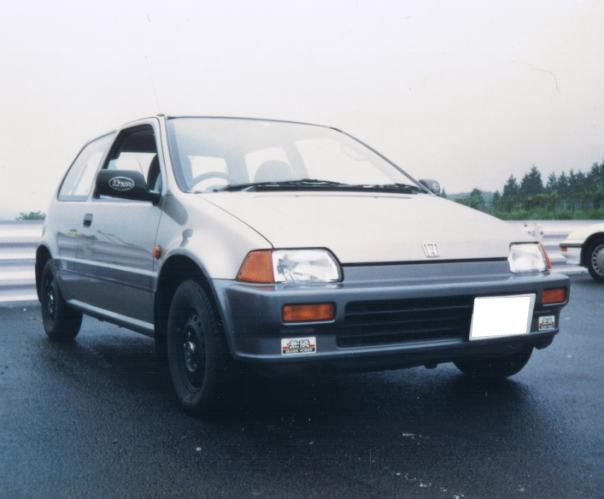
시티 전기형

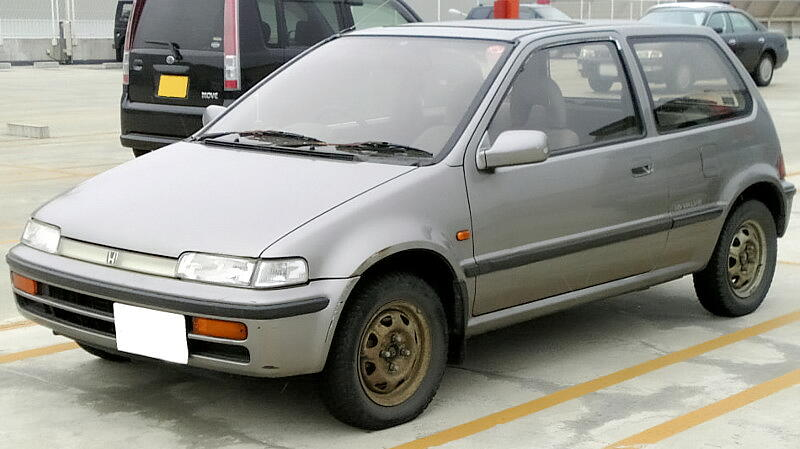
시티 후기형

1986년 10월 31일에 출시되었으며, 크라우칭 폼이라는 컨셉의 로우&와이드 형태의 디자인으로 변경되었다. 초기에는 D12A형 1.2L SOHC 카뷰레터 엔진만 제공되었고, 5단 동변속기가 기본이었으며 4단 자동변속기를 선택할 수 있었다. 1988년 10월에 페이스리프트를 거치면서 라이트 바 그릴을 장착했고, 주력 엔진도 D13C형 1.3L SOHC 캡 엔진으로 변경되었다. 그리고 싱글 캡 외에도 PGM-FI 사양도 추가되었다. 단종 직전에는 트림이 통폐합되어 Fit / CR-i / CZ-i 3가지만 남게 되었는데, 이중 Fit는 2001년에 출시되는 차기형 소형차의 명칭으로 적용되었다. 1세대와는 다르게 너무 크게 변화된 외관과 터보 등 고성능 등급의 부재와 같이 떨어진 상품성으로 인해 소비자에게는 받아들여지지 못했고, 판매량이 하락하였다. 그렇게 1994년 3월에 생산이 중단되었고 1995년 12월 말에 단종되었다. 이후 일본 시장 내에서 시티라는 명칭을 가진 차종이 사라지게 되었고, 1996년에 후속 차종으로 로고가 출시되었다.

## 역사(동남아시아 시장용 소형 세단)

### 3세대

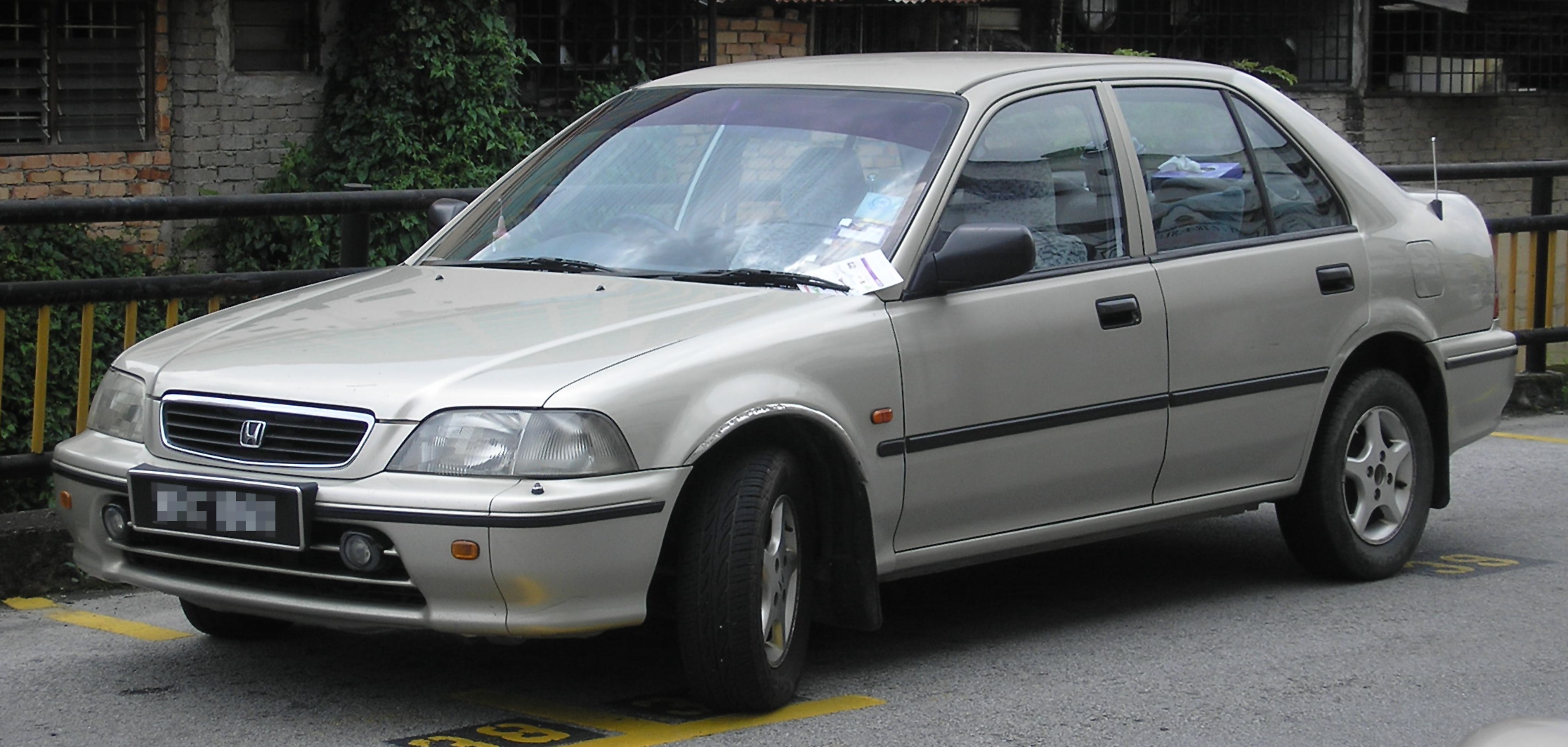
시티 전기형 전면부

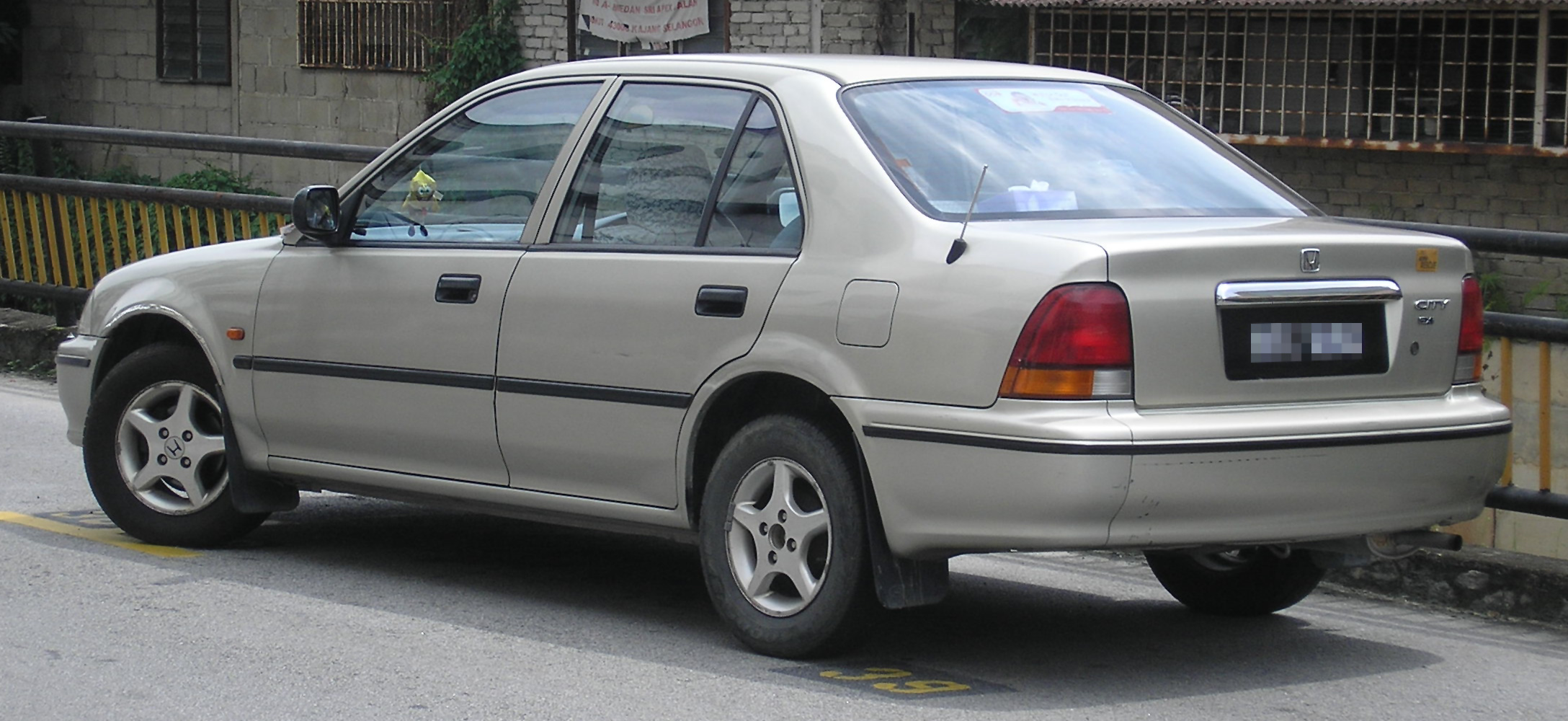
시티 전기형 후면부

1996년 동남아시아 전략 소형 세단의 명칭으로 부활하였고, 시빅 페리오를 기반으로 하여 지역 실정에 맞게 여러 부분을 개량하거나 원가절감을 도모하였다. 동년 4월 태국 아유타야에 신설한 공장에서 생산되기 시작하였으며, 차량의 부품 70퍼센트가량이 해당 국가에서 생산되었다. 또한 대만, 필리핀, 말레이시아, 파키스탄, 인도에서도 생산을 진행하였다. 2000년에 페이스리프트를 거치면서 타입 Z라는 서브네임이 추가되었고, 전후면부의 디자인이 변경됨과 동시에 범퍼가 일체형으로 되었다.

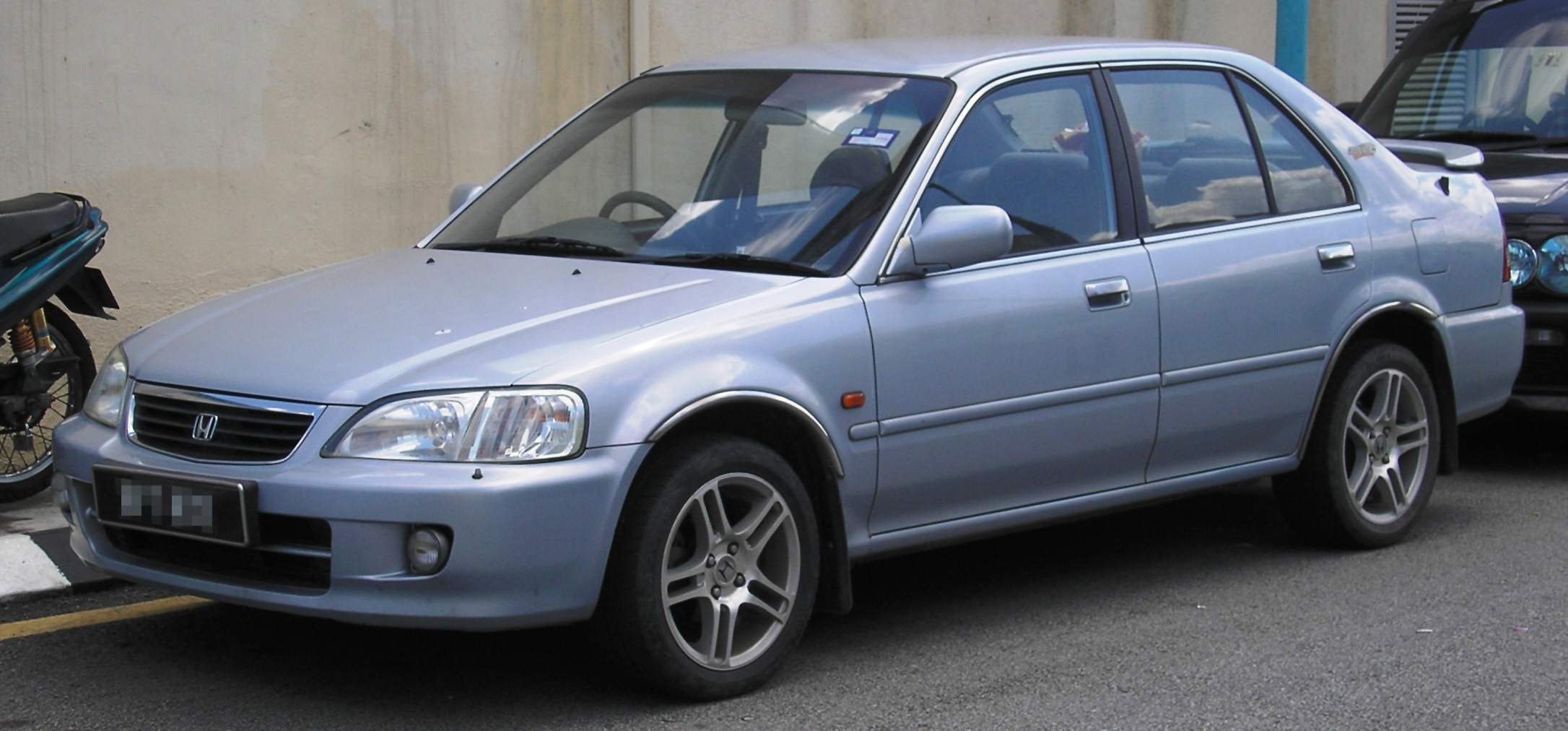
시티 후기형 전면부
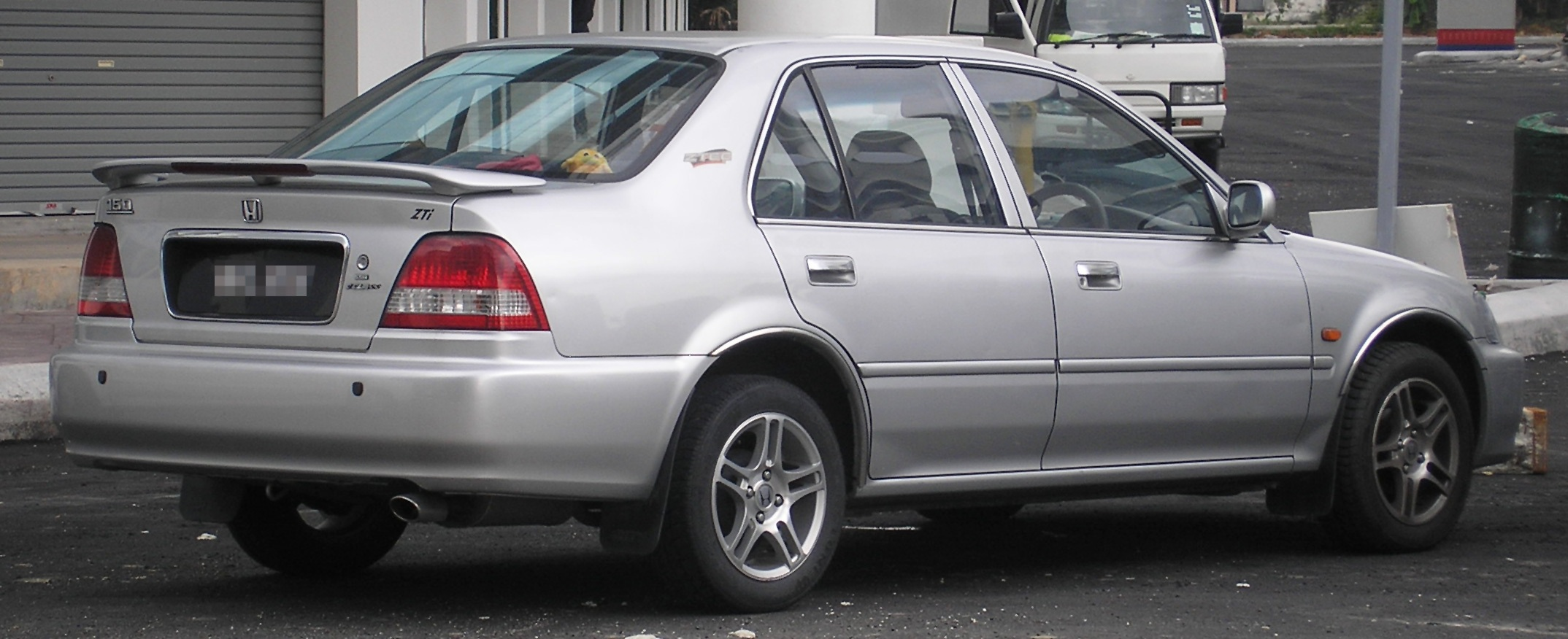
시티 후기형 후면부

### 4세대

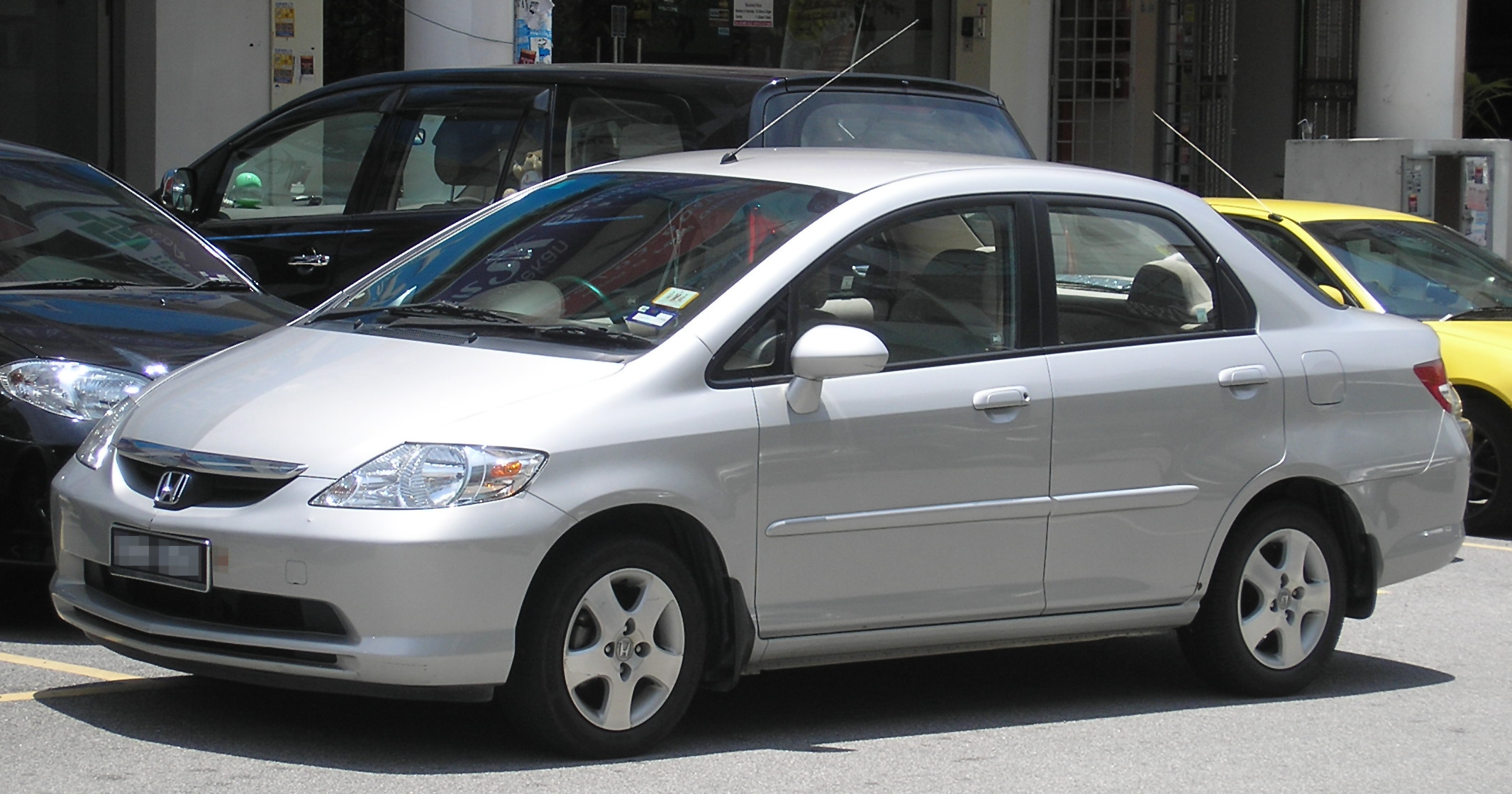
시티 전기형 전면부

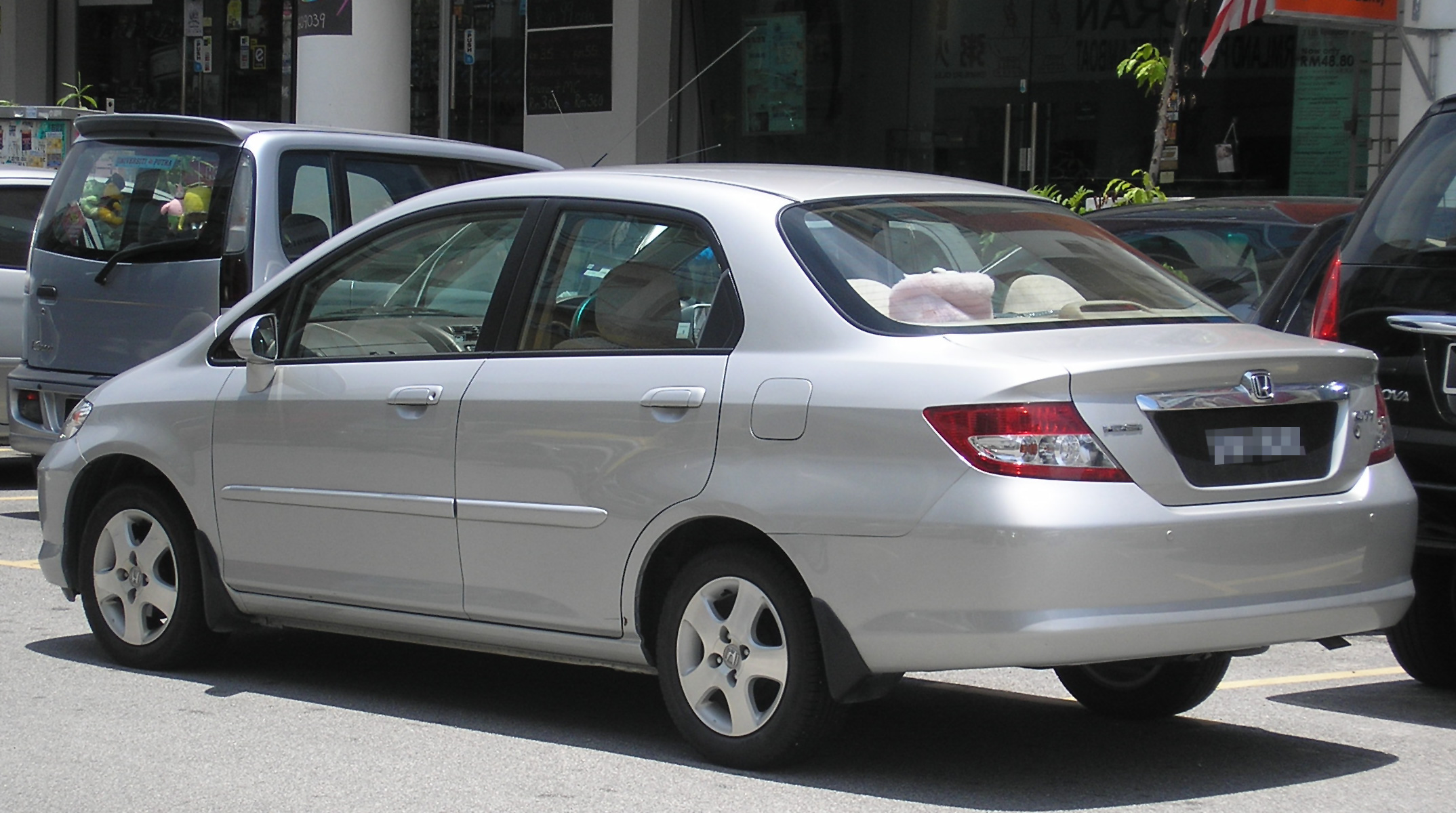
시티 전기형 후면부

2002년 11월 20일 방콕 모터쇼에서 최초 공개되었다. 피트를 기반으로 하여 개발되었으며 일본에서는 피트 아리아, 중국에서는 피트 설룬으로 판매하였다. 2005년 9월에는 마이너체인지를 거쳐한 외관을 다듬고 일부 사양을 변경하였으며, 10월부터 태국, 말레이시아에서 우선 발매되었다. 2008년 5월 말에는 전 세계에서의 누계 판매 대수가 100만대를 넘어, 혼다의 스테디셀러로 자리매김하였다. 이집트 등 아시아 외의 국가에서도 판매되었으며, 중국에서는 현지 합작 회사인 광치혼다의 산하 브랜드인 에베루스가 이 차량을 기반으로 한 S1을 2010년부터 2015년까지 판매했다.

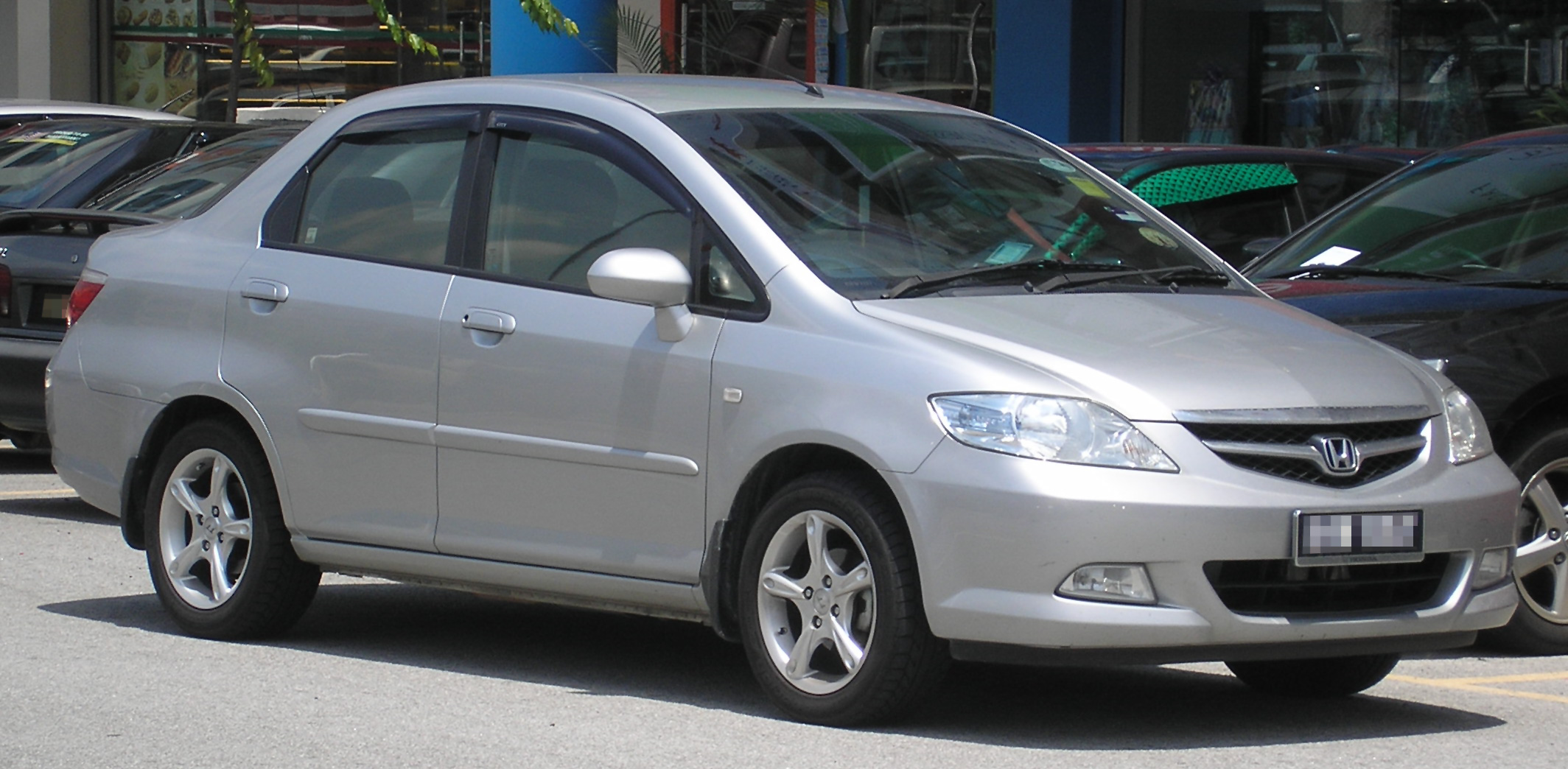
시티 후기형 전면부
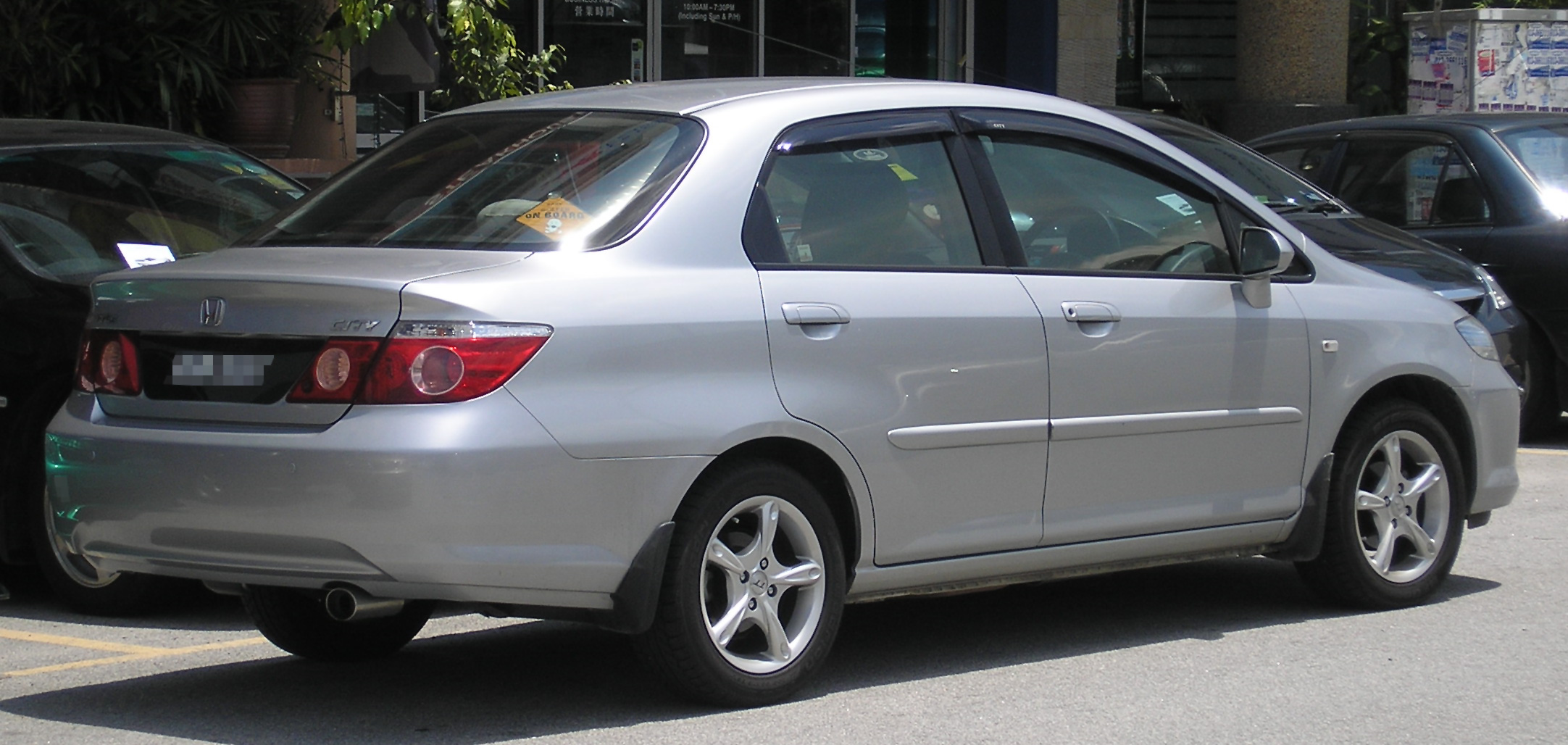
시티 후기형 후면부
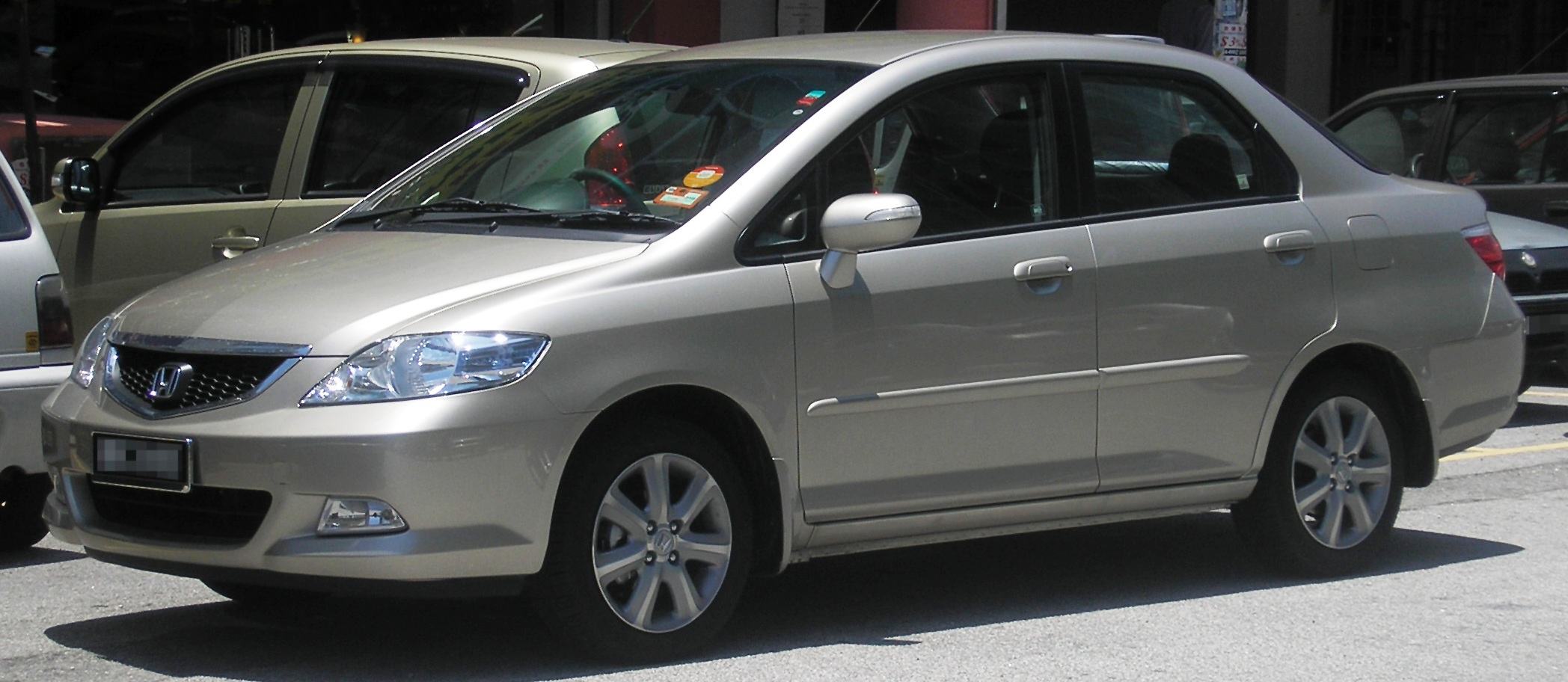
시티 최후기형 전면부
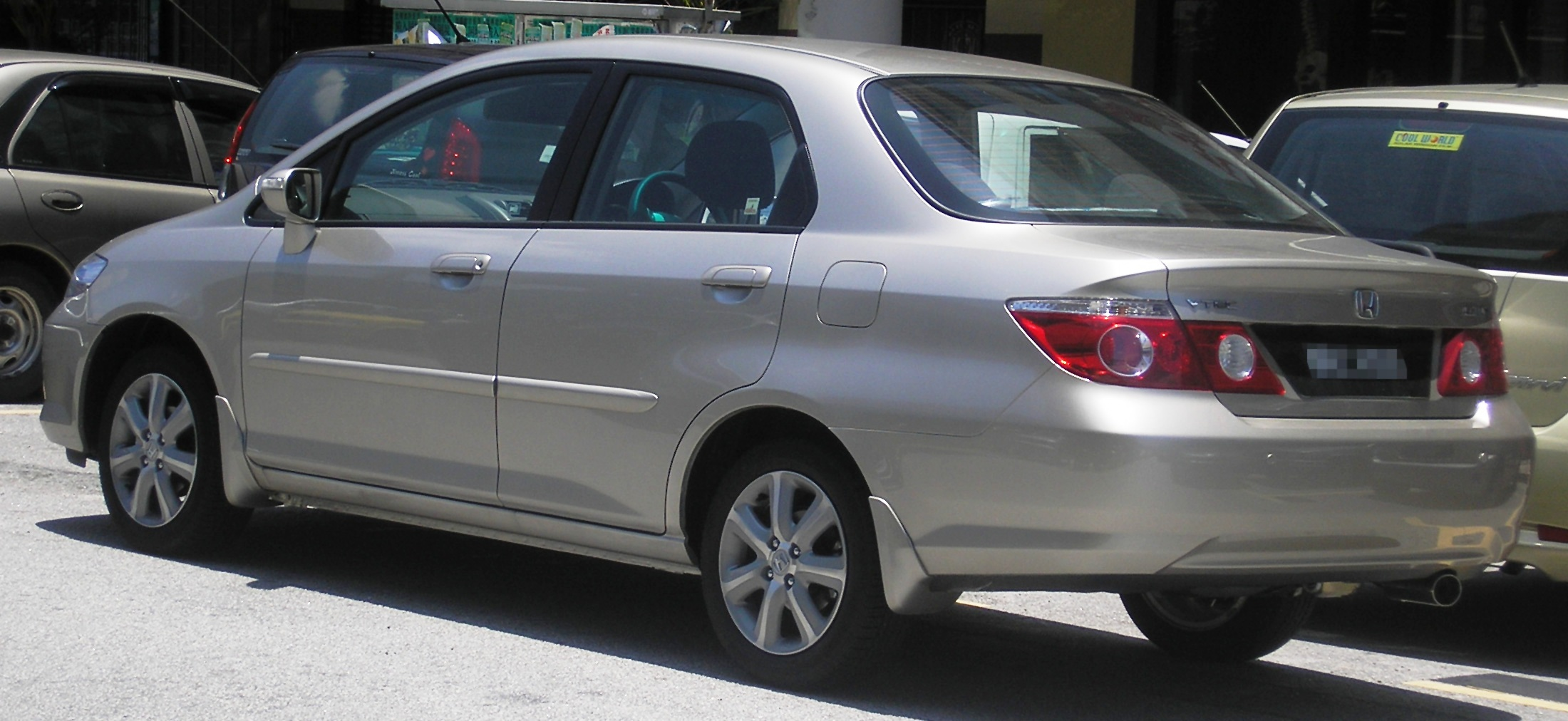
시티 최후기형 후면부

### 5세대

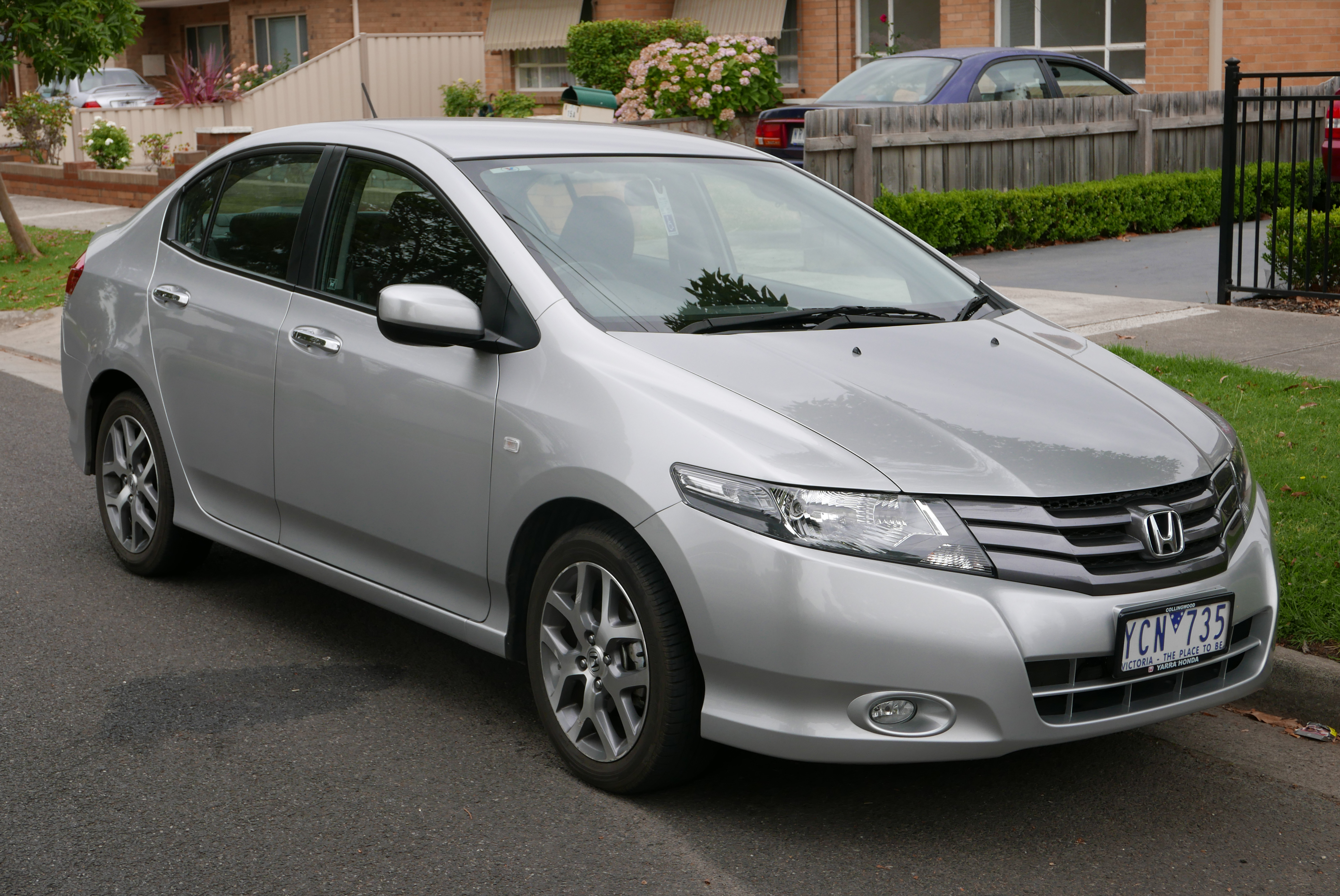
시티 전기형 전면부

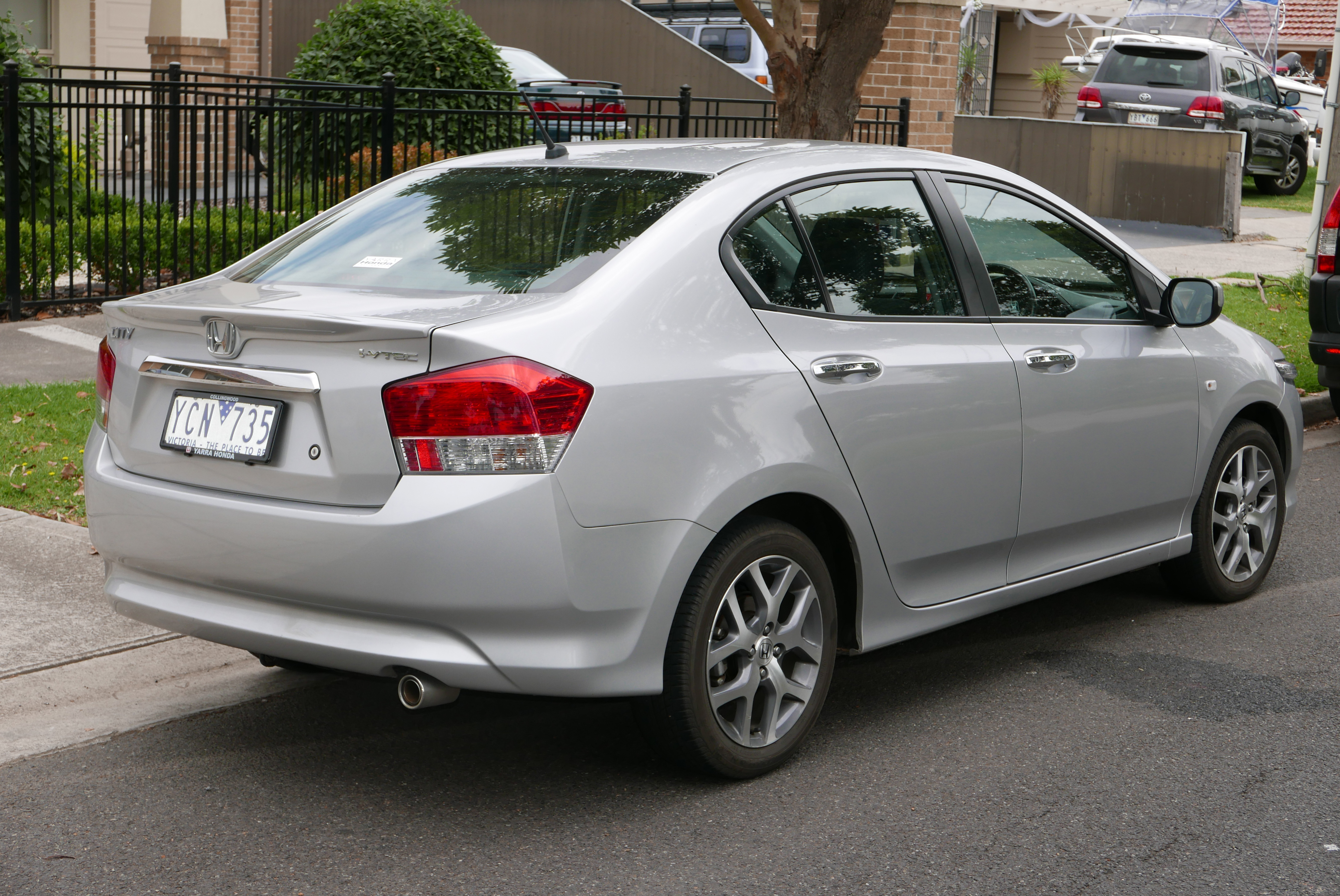
시티 전기형 후면부

2008년 9월 10일 발표되었다. 외관은 컴팩트하면서도 존재감이 높은 형태를, 인테리어는 개방감과 안정감의 양립을 목표로 하여 디자인되었다. 엔진은 피트처럼 L15A를 주력으로 탑재하나, 필리핀과 파키스탄에서는 1.3L, 중국에서는 1.8L도 제공된다. 1세대 이후 최초로 터키와 동유럽 시장에서도 진출하였다. 인도에서는 이 세대부터 2008년 발매 이래 동급의 베스트셀러가 되었고, 태국을 억누르고 시티의 최대 시장이 되었다. 2010년에는 해당 시장 전용 럭셔리 사양인 익스클루시브가 추가되었다. 오세아니아 시장에도 태국산 모델이 수출되기 시작하였고, 남아프리카 공화국에서는 발라드로 판매되기 시작하였다. 2011년에 페이스리프트를 거쳐 일부 외관을 개선하고 전장을 늘렸다. 또한 듀얼 에어백이 기본으로 적용되었다.

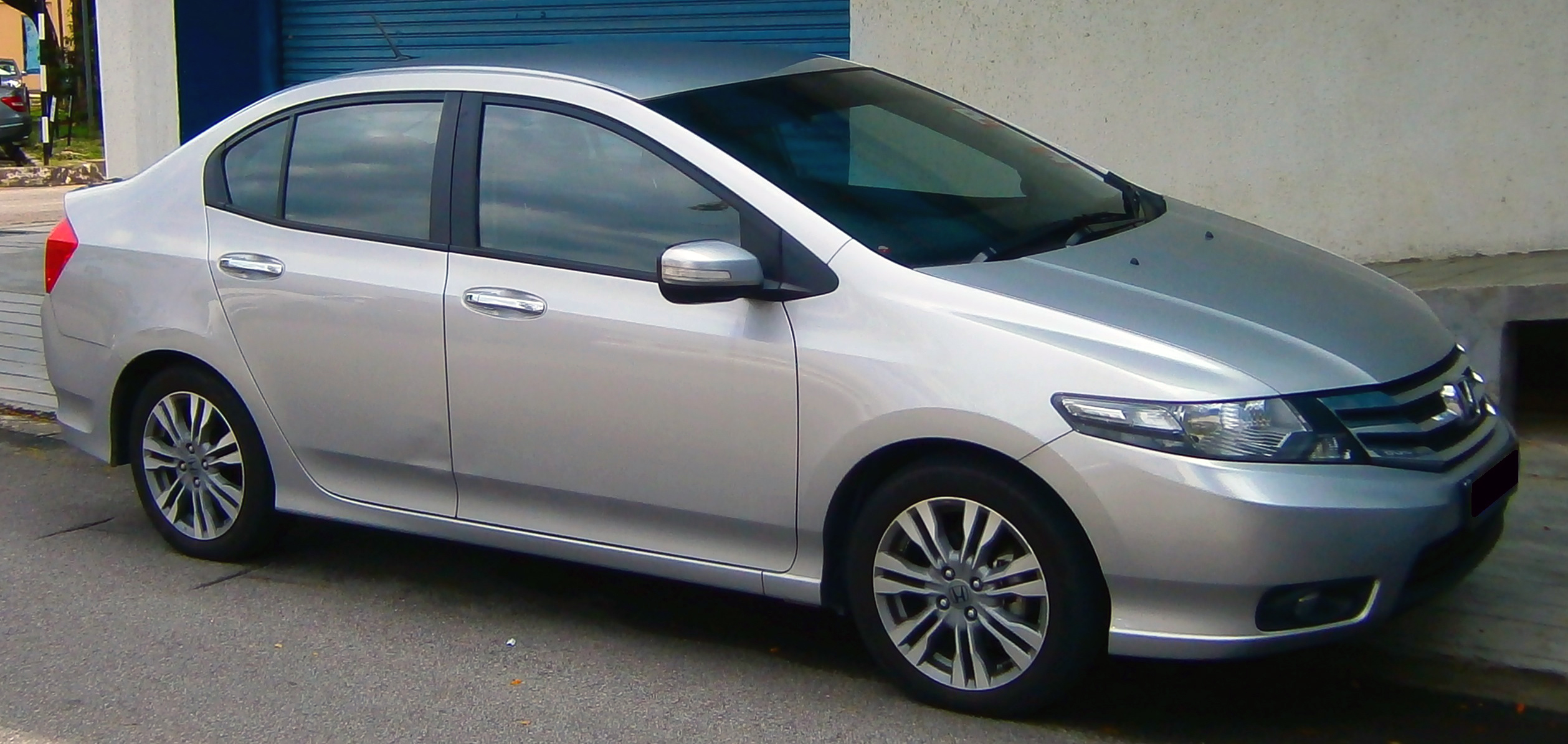
시티 후기형 전면부
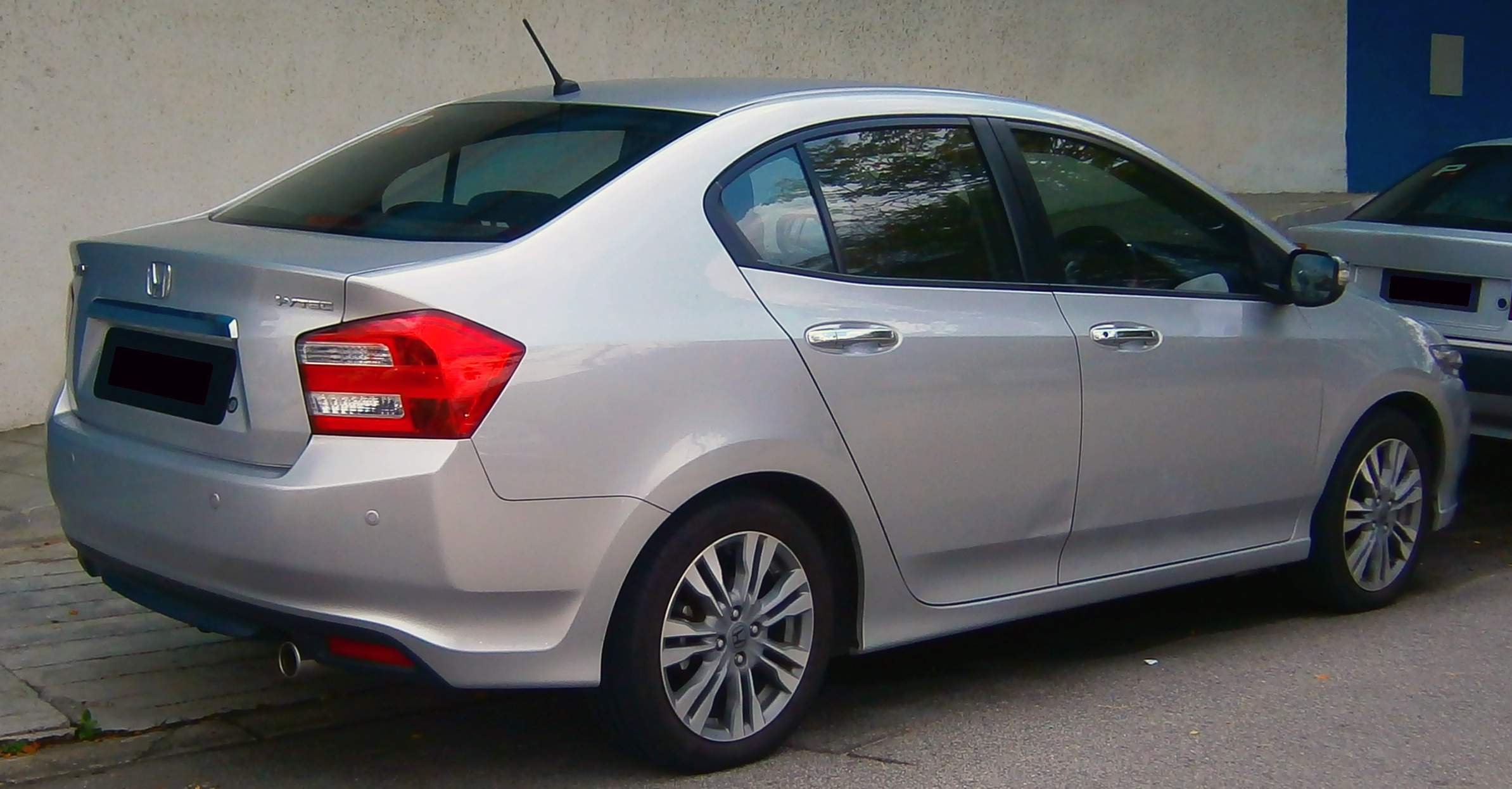
시티 후기형 후면부

### 6세대

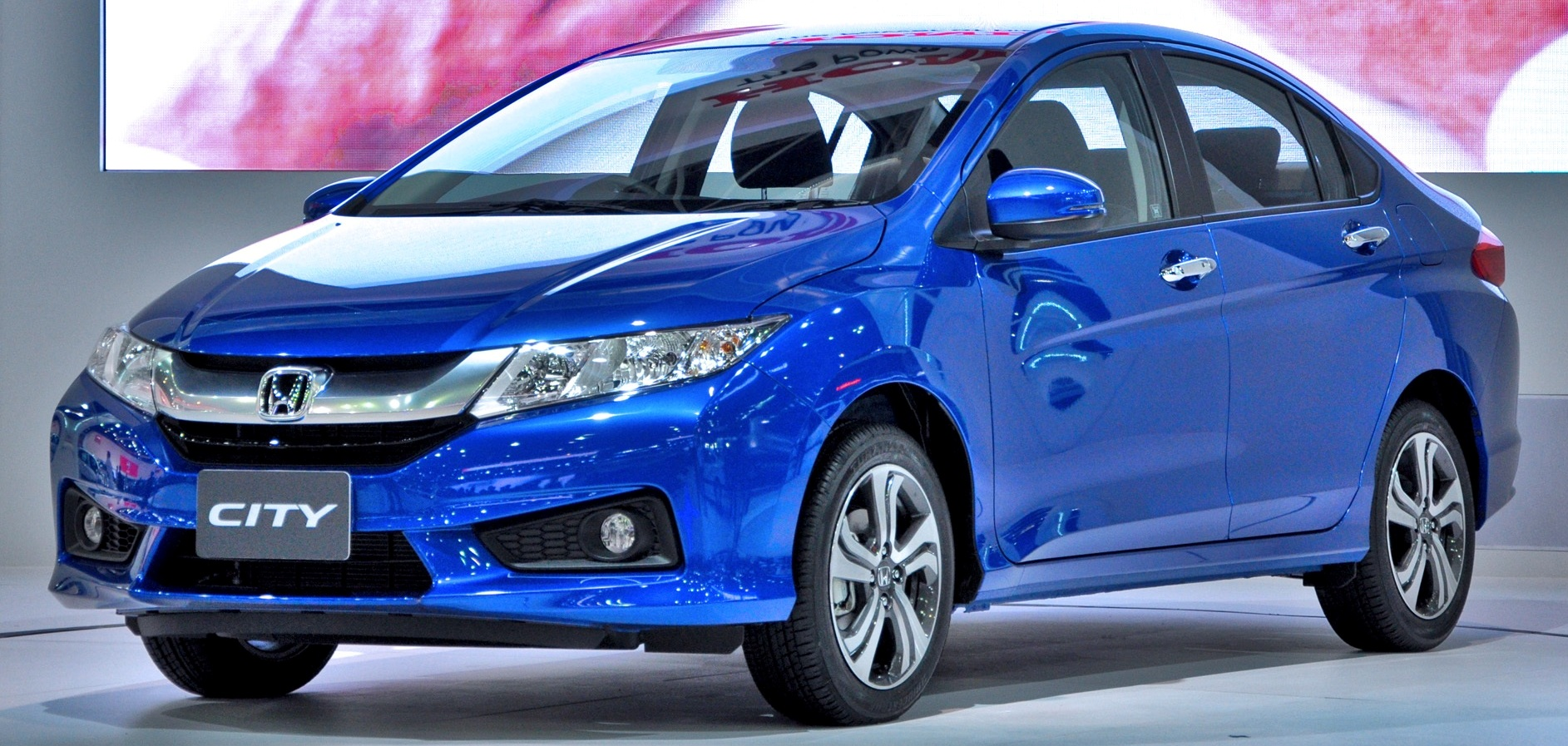
시티 전면부

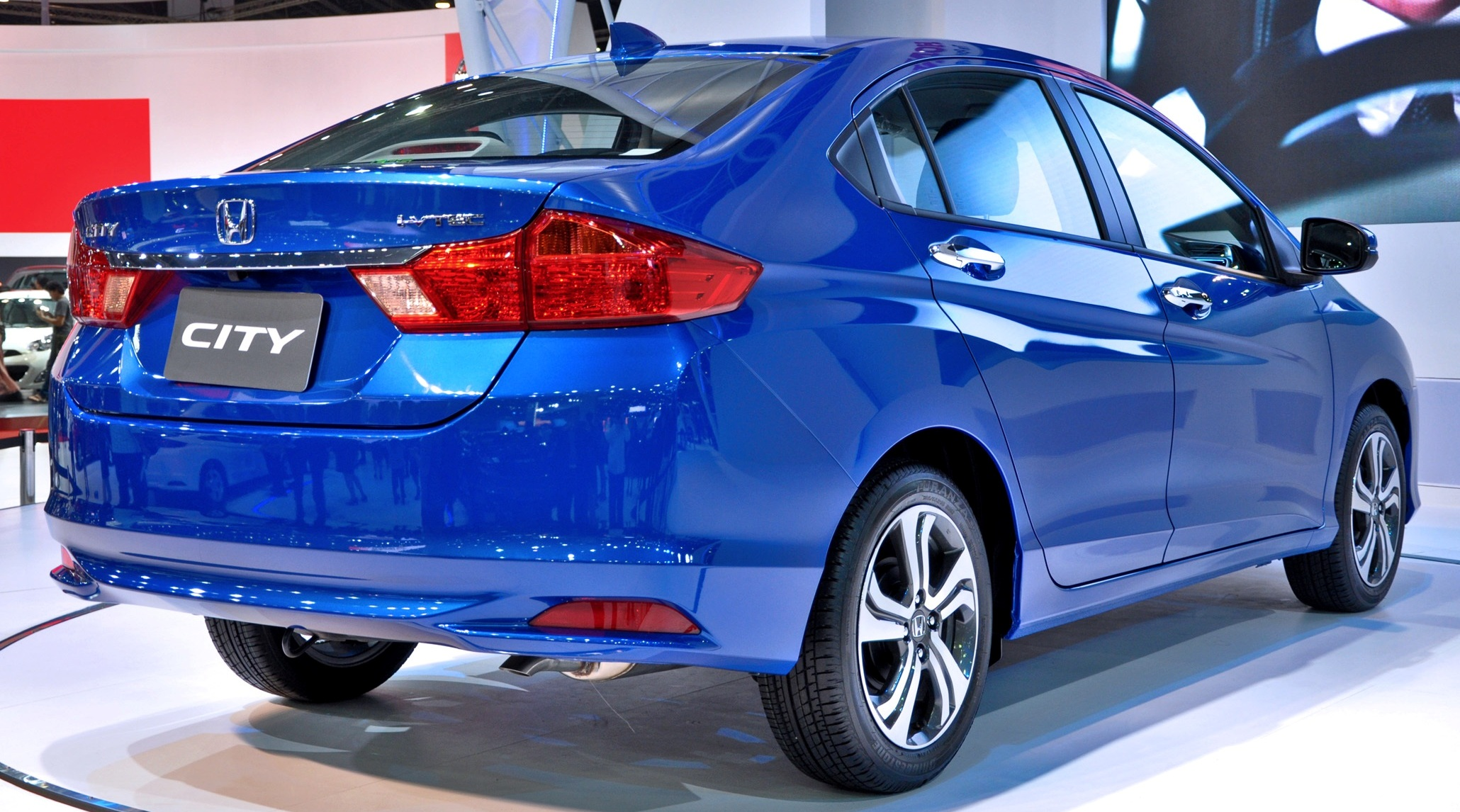
시티 후면부

2013년 11월 25일에 인도에서 최초 공개되었으며, 인도 전용 모델은 그레이터 노이다에 위치한 현지공장에서 생산되었다. 3세대 피트를 기반으로 개발되었으며, 컨셉은 'Advanced and Cool Stunner'로 쿨하고 스포티한 디자인과 넓은 실내, 클래스탑 연비와 쾌적성을 가진 차를 목표로 하였다. 차체의 크기는 기존과 달라진 점이 많이 없었지만, 휠베이스는 50mm가량 확장되었다. 2014년에는 태국과 대만에서도 각각 현지 생산을 개시하였으며, 일본에서는 그레이스라는 별도의 명칭을 달고 생산되었다. 2015년 4월 18일에는 중국 시장에서 광치 혼다를 통해 판매가 시작되었으며, 뒤이어 9월 22일에 둥펑 혼다에서도 전후면 디자인을 달리한 형제차인 그레이즈를 발표하고 11월 7일 판매하였다. 2016년 9월 2일에는 둥펑 혼다가 5도어 리프트백 형태의 지에니아를 발표하고 10월 말부터 판매하기 시작하였다. 2017년 페이스리프트를 거쳤으며, 2020년에 대부분의 시장에서 단종되었다. 다만 파키스탄에서는 2021년부터 생산을 시작하였다.

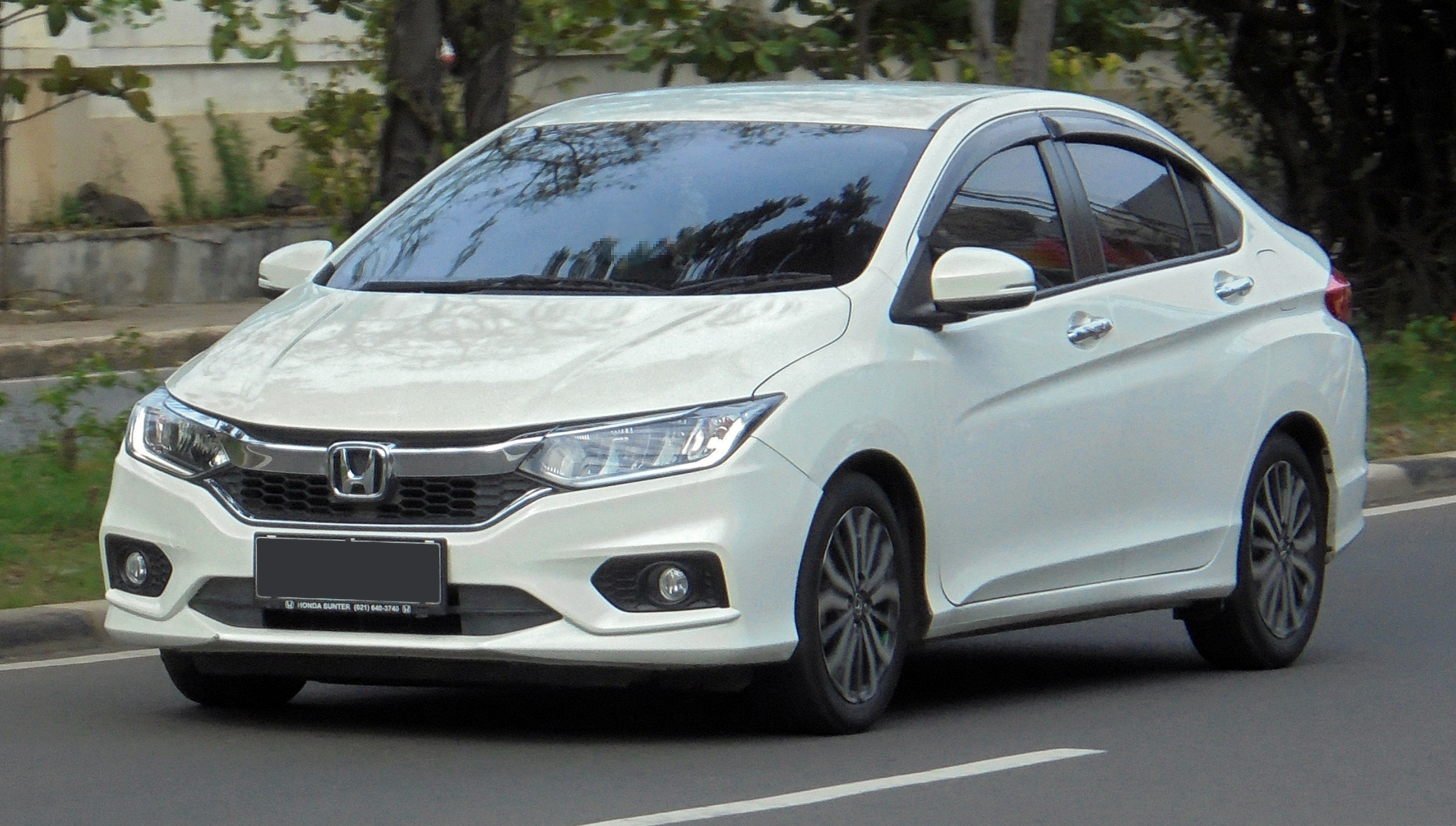
시티 후기형 전면부
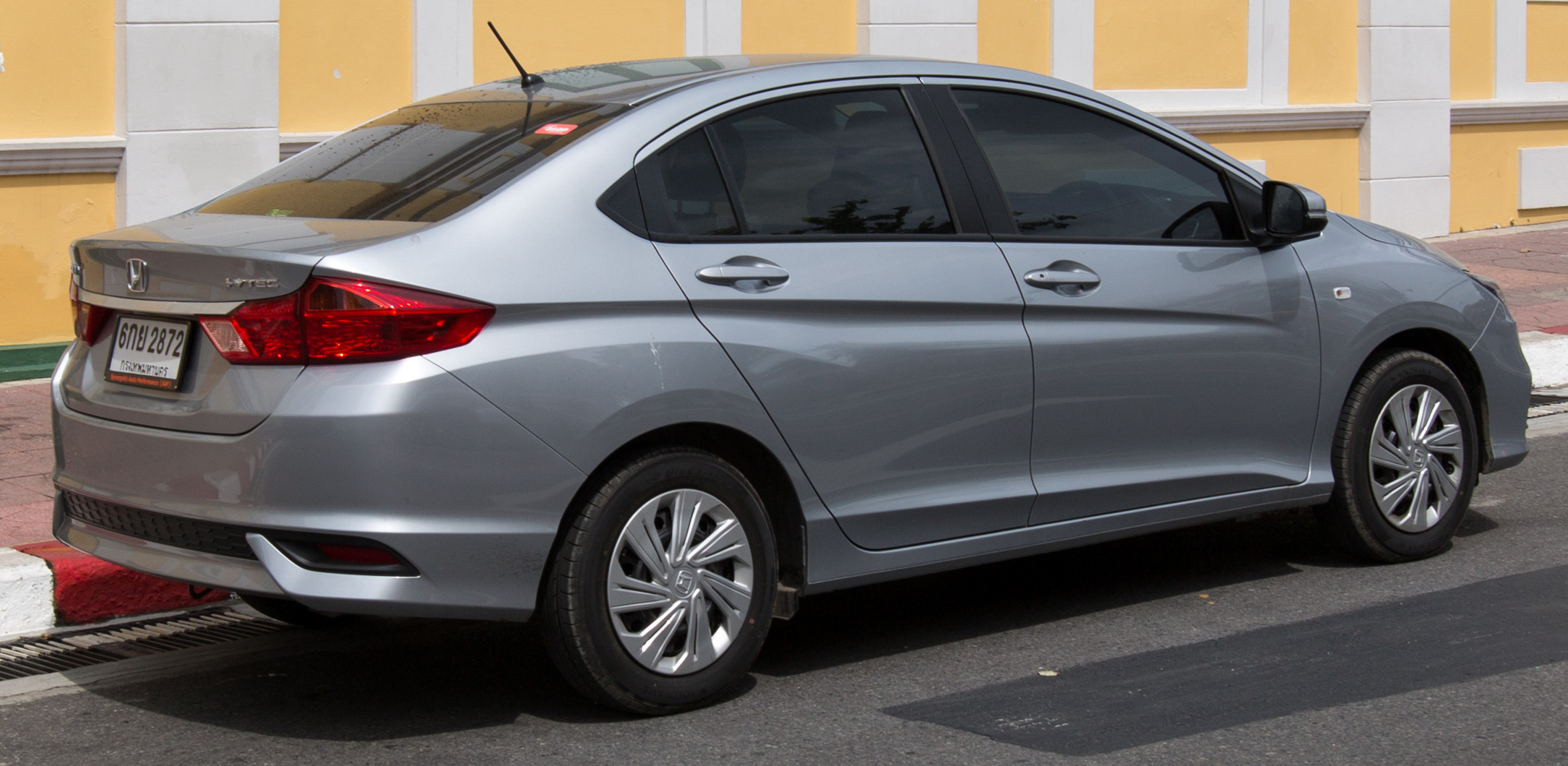
시티 후기형 후면부

### 7세대

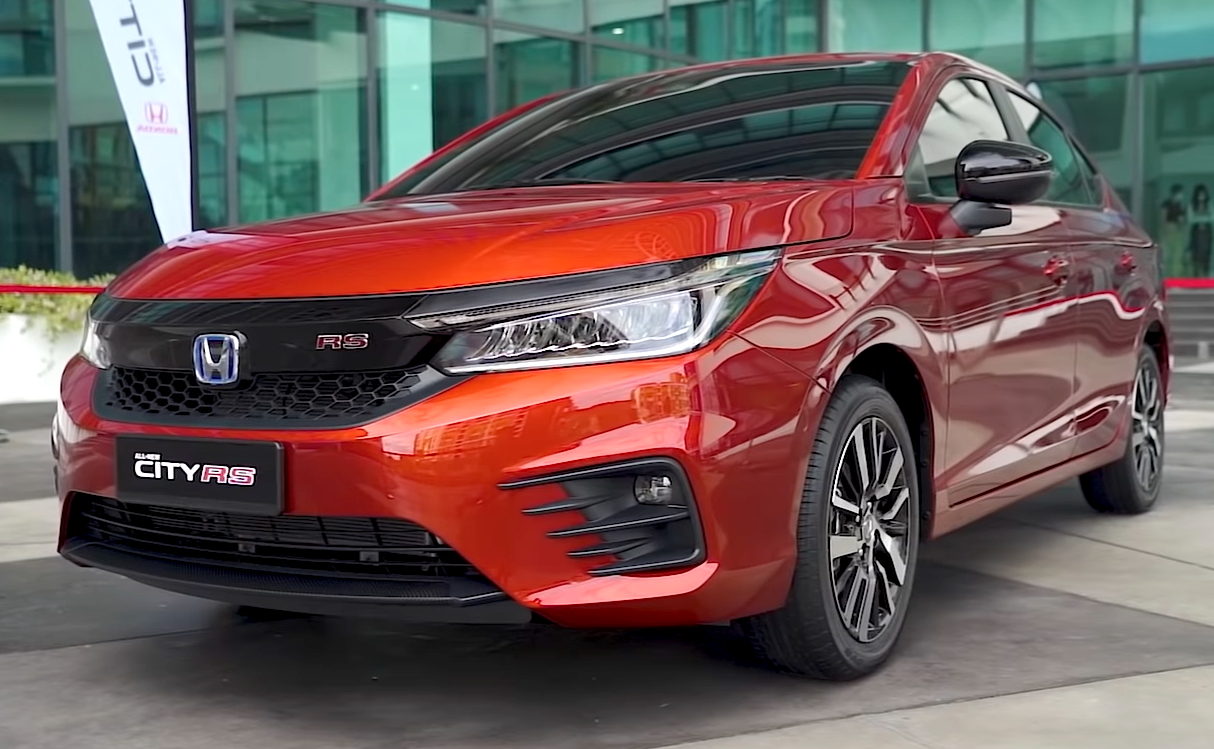
시티 전면부

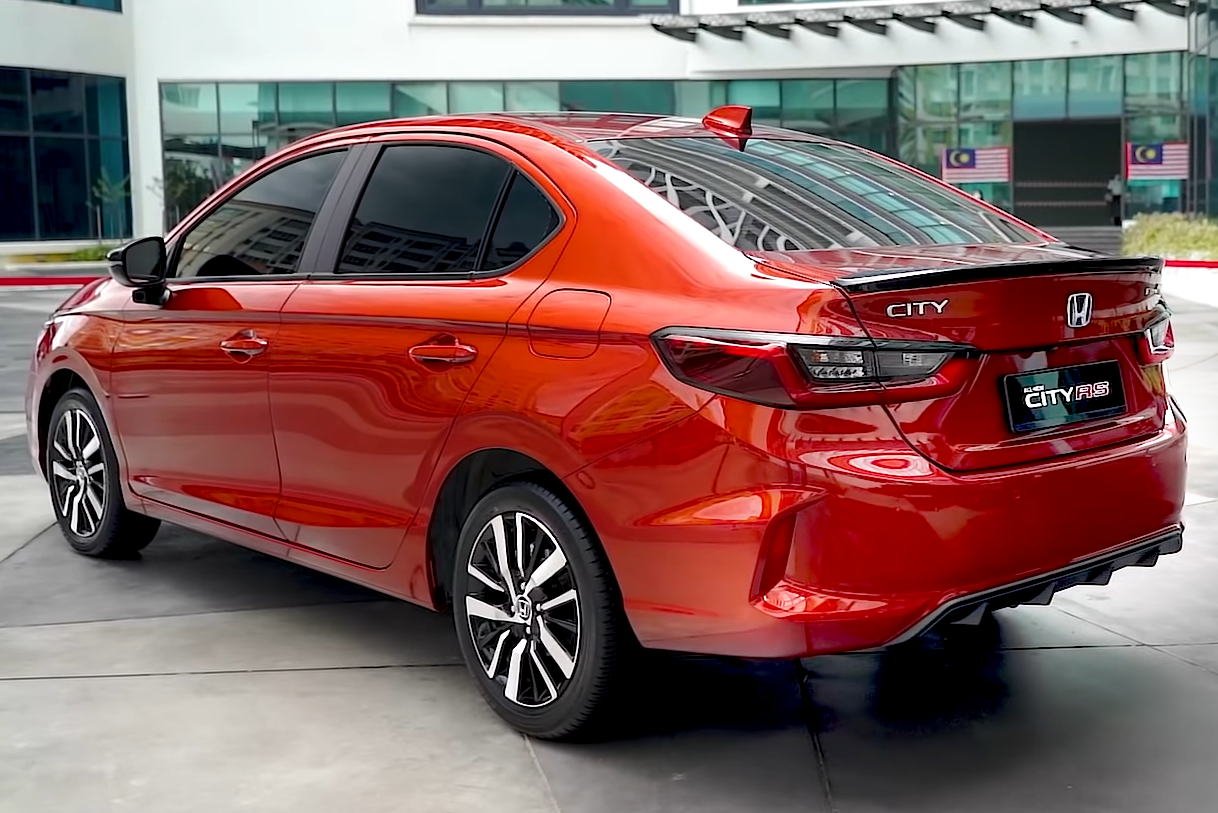
시티 후면부

2019년 11월에 태국에서 발표되었다. 차체 크기는 이전보다 더욱 확장되었으나, 휠베이스는 동남아 생산 모델은 11mm 단축되었지만 나머지 모델은 기존과 같다. 2020년부터 싱가포르, 말레이시아, 필리핀, 베트남 시장에 순차적으로 투입되었으며, 해당 시장용 피트를 대체하는 해치백 모델도 출시되었다. 인도에서는 이 세대부터 타푸라카 공장에서 생산되고 있으며, 2021년에는 브라질 시장에서도 출시되었다.

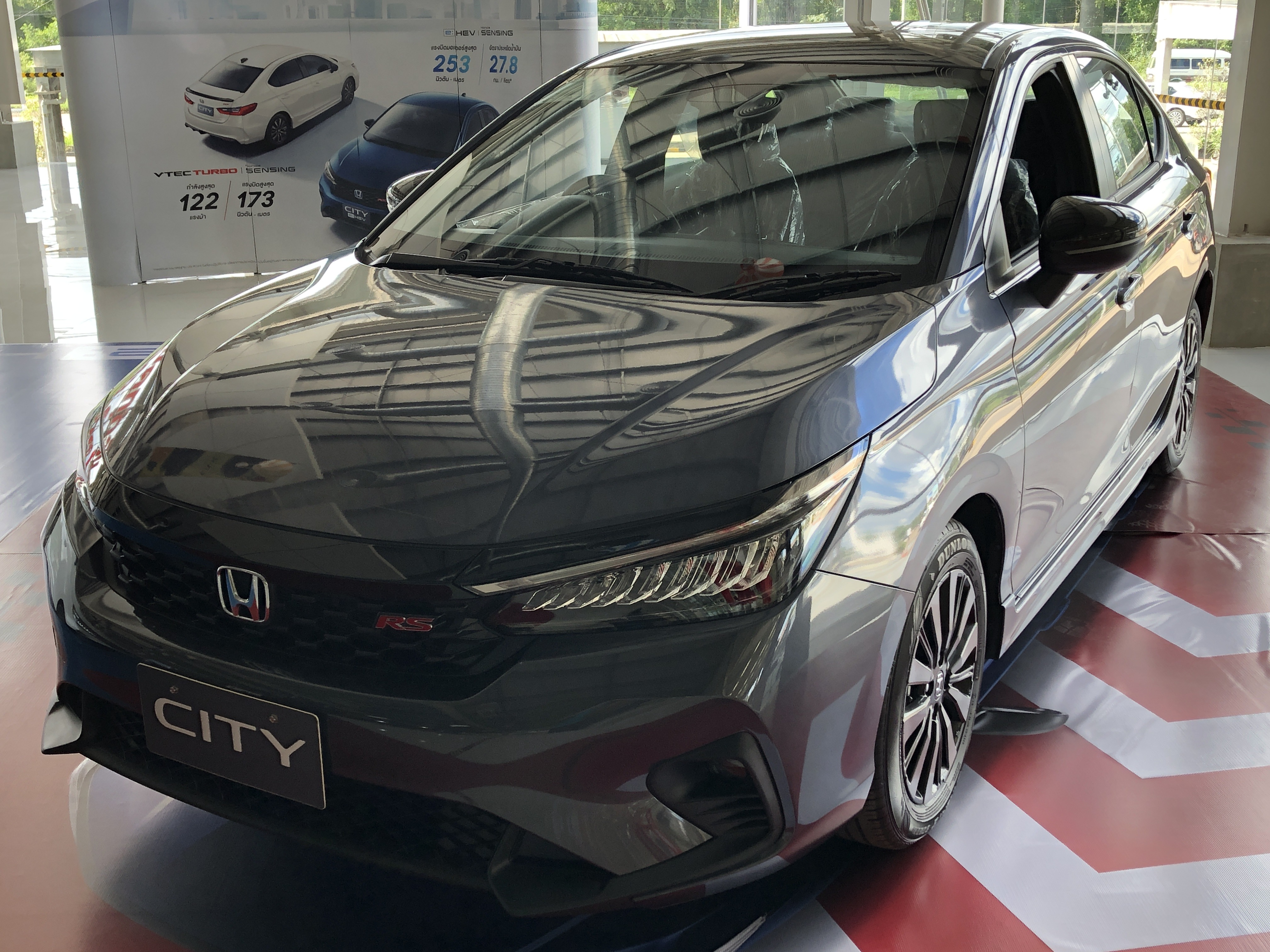
시티 후기형

## 경쟁 차종
- 토요타 - 스타렛, 바이오스
- 닛산 - 마치, 라티오
- 마쓰다 - 2
- 스즈키 - 컬투스, 스위프트, 발레노
- 미쓰비시 - 미라쥬
- 현대 - 엑센트, i20, HB20
- 기아 - 리오, K2
- 폭스바겐 - 폴로
- 르노 - 로간
- 푸조 - 301